# ハンス・アルブレヒト・フォン・バーフース
ハンス・アルブレヒト・フォン・バーフース（ドイツ語: Hans Albrecht von Barfus、ハンスはヨハン（Johann）、姓はBarfuß [ˈbaːɐ̯fuːs]とも。1635年、ブランデンブルク辺境伯領、ヴリーツェン近郊のメーグリン - 1704年12月27日、同領、ベースコウ近郊のコッセンブラット ）は、ブランデンブルク＝プロイセンの元帥である。
ハンス・アルブレヒト・フォンバーフースはすでに若い頃から、プロイセン軍に入営した。彼はポーランド、スウェーデン、フランスそして何よりオスマン帝国に対する戦いに身を投じた。その間、オーフェンの解放で功を立て、1691年には敗北必至と思われたスランカメンの戦いにおける勝利に貢献を果たす。神聖ローマ皇帝レオポルト1世はその勇気を賞賛し、彼を1699年に帝国伯に叙した他、ブランデンブルク選帝侯フリードリヒ3世からは元帥に取り立てられている。影響力が大きかったデンホフ家との婚姻を通じ、ブランデンブルクの宮廷で権勢を手にすると、1697年にはエーバーハルト・フォン・ダンケルマンの失脚を受け、短期間ながら宰相の地位にも就いた。1702年、コルベ・フォン・ヴァルテンベルク伯ヨハン・カーズィミアに対する陰謀の結果、やむなく職を辞し自領に隠棲した。

## 出自
ハンス・アルブレヒト・フォン・バーフースは1635年、メーグリン騎士領で生まれた。父、ゲオルク・ヘニンク・フォン・バーフース（1611年-1673年）は当時、神聖ローマ帝国軍のヴィンス大佐率いる胸甲騎兵連隊の騎兵大尉であり、1640年にはまだ同職にあった。後に彼はヴァルデック＝アイゼンベルク伯ゲオルク・フリードリヒ中将率いるブランデンブルク軍の騎兵連隊の大佐となった。1663年には、ブランデンブルク辺境伯領の従軍経験がある士官のある目録に中佐として記載されている。その出自は1251年、文献に初出するブランデンブルク辺境伯領の古い貴族であり、同様にブランデンブルクの裕福な一族に生まれたヴィンス男爵令嬢、ツェツィーリアと結婚している。
一部はすでに何世紀も家領であった、父の領地であるメーグリン、ライヒェノウ、ブリースドルフ及びアルトヴリーツェンは三十年戦争中、特に神聖ローマ帝国のトルクァート・コンティ元帥が長期間にわたって滞在している間に著しく荒廃した。
母の二人の兄弟は皇帝軍に仕え、高い声望を博した。兄のクリストフ・フォン・ヴィンスは大佐であり、シュレーズィエンのミュンスターベルク及びナイセ両公領でシュッツェンドルフとギューラウの騎士領を購入している。弟のヨハン・フォン・ヴィンスは侍従（Kammerherr)、軍事顧問官そして胸甲騎兵連隊の大佐を務め、兄や妹とともに1630年、皇帝フェルディナント2世から帝国男爵（Reichsfreiherr）に叙せられた。皇帝は証書に自ら署名し、彼にライス・ウント・ヴィンス男爵の称号を授けている。

## 軍歴

### 選帝侯フリードリヒ・ヴィルヘルムに仕えて
父や叔父の影響を受け、ハンス・アルブレヒト・フォン・バーフースはすでに若い頃から軍務を志す。1650年、歩兵としてブランデンブルク選帝侯領の軍に入営すると後年、将官となってからしばしば自ら言い及んでいたように、「槍兵から身を立てた」のである。
最初期の戦役にはオットー・クリストフ・フォン・シュパー元帥、ヨアヒム・エルンスト・フォン・ゲルツケ、ゲオルク・フォン・デアフリンガーやヴァルデック＝アイゼンベルク伯ゲオルク・フリードリヒの諸将に従い、参加している。その中で少尉としてスウェーデン側につき、ポーランドと戦った他、ワルシャワの戦いにも参加した。軍務の中、最初の数年間における昇進はゆっくりとしたものであり、1670年1月になっても彼はいまだに少尉であった。中尉に任じられたのは、ブランデンブルクがネーデルラント側で参戦した仏蘭戦争中の1672年に入ってからであり、上級大尉（Oberwachtmeister）に昇進したのは1673年のことである。遅々とした昇進により除隊を考えたのか、1673年から1677年にかけてノイマルクのゾルディン周辺で農園を購入した。
1677年12月25日に大佐に昇進すると、1678年初頭には没した砲兵大将、クリスティアン・アルブレヒト・フォン・ドーナの連隊を託され、これを率いてスウェーデン領ポメラニアでスウェーデン軍に対する戦役に参加する。それまでに、ブランデンブルク選帝侯は陣営を変えていたのであった。1678年9月、リューゲン島に上陸するとオットー・ヴィルヘルム・フォン・ケーニヒスマルク元帥の軍団に対する攻撃に加わる。結局、ブランデンブルク軍はシュトラールズントとフォアポンメルン全土を征服することができた。1683年4月、彼はパイツ要塞の総督に任じられ、同年6月9日には少将に昇進した。8月にはトゥルフゼス・フォン・ヴァルトブルク家のヴォルフガンク・クリストフ伯爵少将と歩兵1,000名、竜騎兵200名を率いてオスマン帝国と戦う皇帝レオポルト1世を援助している 。両名はポーランド軍の一部と合流したが、9月12日における第二次ウィーン包囲の終了までに戦いに参加できなかった。なぜならウィーンとベルリンの宮廷間で、様々な条件を巡って合意が成立しなかったからである。それでも9月21日、重要なグラーン要塞の解放には貢献し、ポーランド国王ヤン3世ソビェスキはこれに関してブランデンブルク選帝侯へ、書簡の中で格別な満足を表明している。また両名はシュレッツァイン要塞の占領でも功を立て、トルコ軍が過去の戦争で鹵獲したと思われるブランデンブルクの古い大砲を奪還した。バーフースはそれを勝利の印として、選帝侯の許へ持ち帰ることを許されている。これによって、ハンガリーにおける戦役は終了した。トルコ軍の中央ヨーロッパへのさらなる進出は阻止され、ハンガリー北西部はハプスブルク家の手に戻り、部隊は辺境伯領に帰還したのである。
1685年1月10日、バーフースはシュパンダウ要塞の総督・司令官に就任した。平時には、行政上の職務も課された。例えば同年4月には、選帝侯からフュルステンヴァルデの市参事会と市民との争議を調停するよう命じられている。彼が提示した和解案を、選帝侯は承認した。

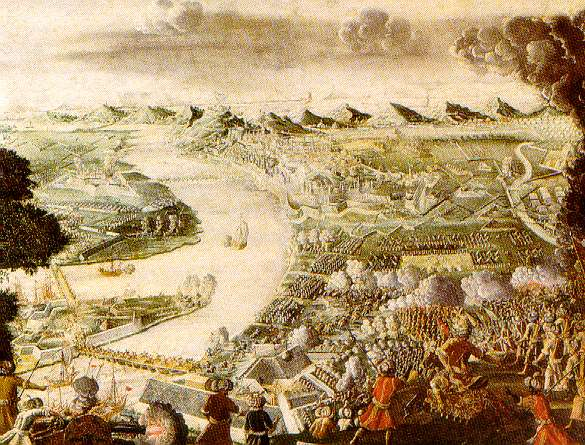
ブダの解放。作者不明の絵画（1700頃）。

1685年12月27日、バーフースは改めてハンガリーへの遠征を準備するよう命令を受ける。選帝侯フリードリヒ・ヴィルヘルムは皇帝に8,000名の援軍を約束し、その中にはバーフース連隊に属する578名の大隊も含まれていたのである。1686年4月17日、選帝侯はクロッセンで閲兵を行う。そして軍団はハンス・アーダム・フォン・シューニンク中将に率いられ、シュレーズィエンを経由してハンガリーへ向かった。6月にブダ近郊に到着したその部隊は同月27日、帝国軍総司令官のロレーヌ公シャルル5世に視察される。9週間以上に及ぶ攻囲戦の末、9月2日に敢行された総攻撃ではシャルル・ウジューヌ・デュ・クロイ中将が右翼集団を、ハンス・アルブレヒト・フォン・バーフースが左翼集団を指揮した。トルコ軍は城砦に撤退し、翌日降伏した。これによって当時、オスマン帝国のハンガリーにおける首都であったブダは解放された。ブランデンブルク軍は10月に撤収を開始し、12月7日にシュレーズィエンのグリューンベルクに到着するとそこで解散する。

### 選帝侯フリードリヒ3世に仕えて
1688年4月29日、ブランデンブルク選帝侯フリードリヒ・ヴィルヘルムは没した。その翌日、バーフースは後継者である選帝侯フリードリヒ3世によって中将に任ぜられる。9月19日に「大選帝侯」の国葬が執り行われた時、バーフースはベルリンに展開した部隊を指揮した。12月11日には宮中軍事顧問官に任命される。これによって、後には位人臣を極めることとなる政治家としての道の基礎が築かれた。しかし、その前にはいくつかの戦役が迫っていた。

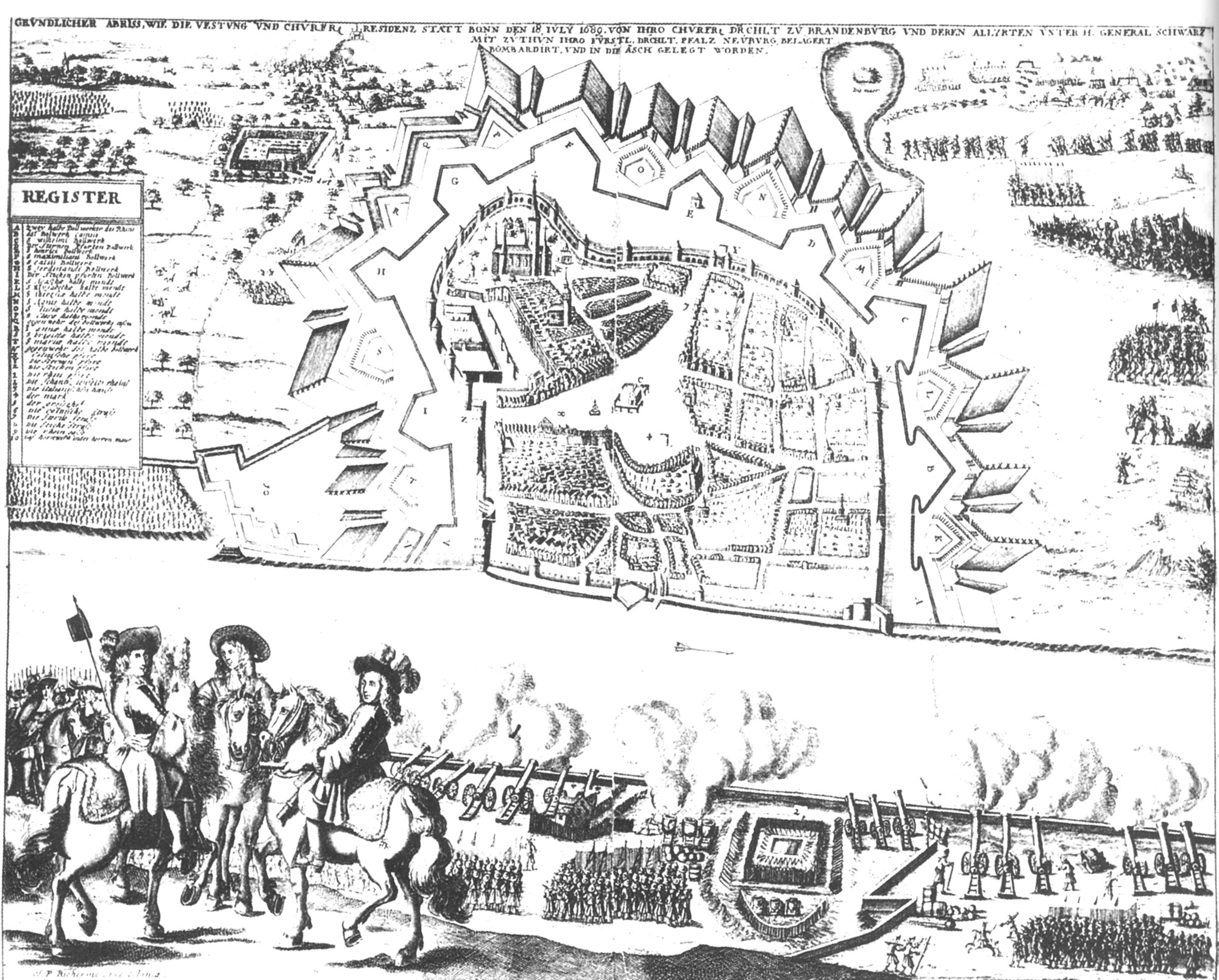
ボンの攻囲戦と砲撃。J.P.リケルモの銅版画 （1689年）。

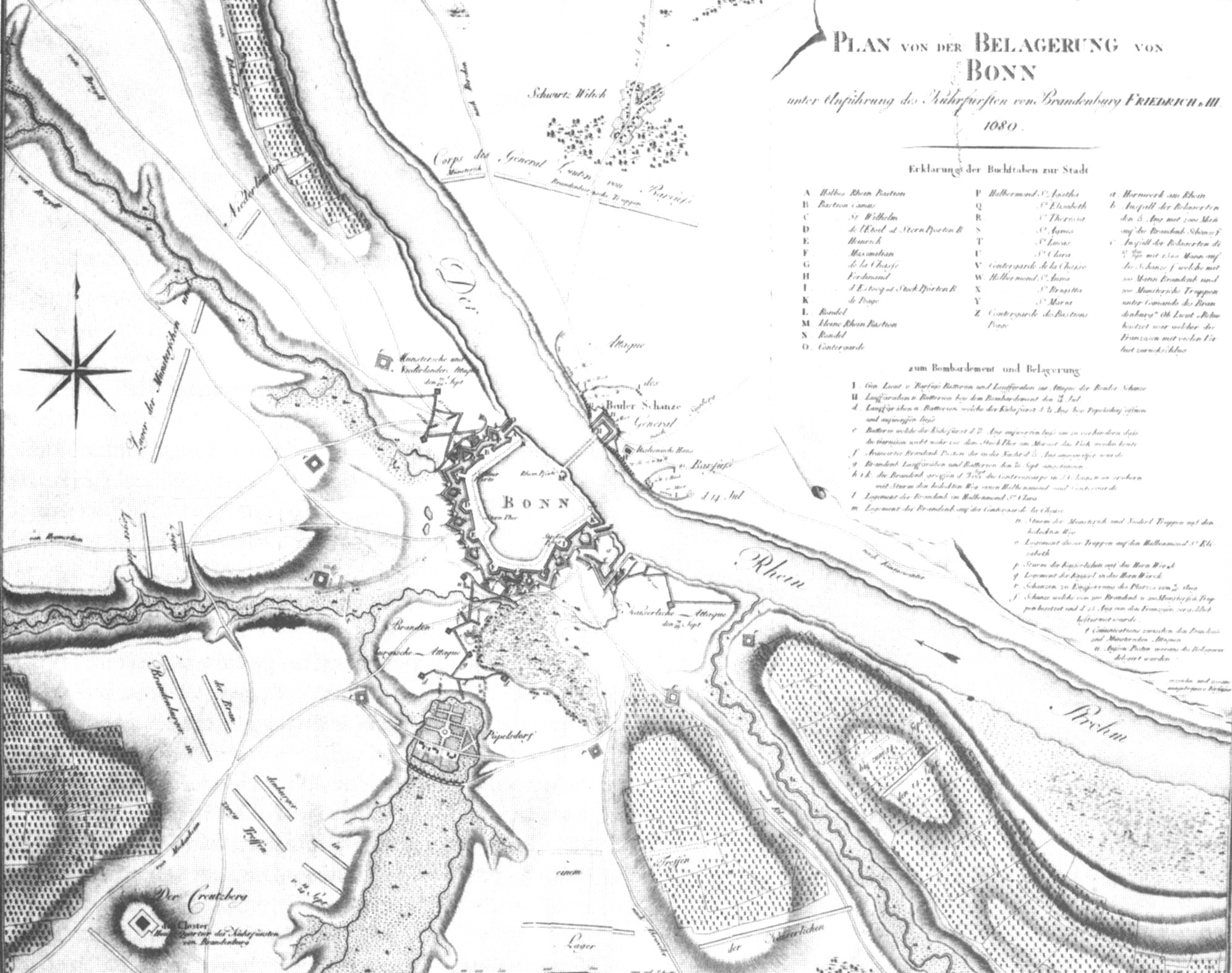
『ボン攻囲戦の地図』。J.W.シュロイエンの銅版画（1689年）。

1689年初頭、バーフースはライン川におり、2月にはデン・ハーグでヴァルデック伯ゲオルク・フリードリヒやネーデルラントの諸将と新たな対仏遠征に備えていた。続いてネーデルラント軍はアルペンでシューニンク、アレクサンダー・フォン・シュペーン及びバーフースの諸将の下、ライン川に結集したブランデンブルク軍に合流した。上級指揮権を担ったのは、ブランデンブルク選帝侯である。3月13日、バーフースはイゥアディンゲンで戦闘の勝利に貢献した。続いてノイス、ラインベルク、ツォンスとカイザーヴェルトを占領した後、軍団はボンへ向かう。6月22日、バーフースはライン川右岸のボイエル砦の占領を命じられ、部隊を率いてボンの対岸に到着した。偶然によって二日後、砲撃中に砲弾がこの砦の弾薬庫に直撃し、防衛施設群に突破口を開いた。続く突撃によって、守備隊の残りは制圧された。バーフースは攻略した砦を拡張し、砲台を設置し、ボンを砲撃させる。ブランデンブルク軍は同市をライン川左岸から包囲した。7月11日、ヴェッセリンクの陣営に到着した選帝侯は、封鎖と本格的な攻囲戦のどちらによってボンのフランス軍司令官、アスフェルト男爵アレクスィ・ビダルに降伏を強いるか迷っていたため、指揮下の諸将に書面で意見を述べるよう求めた。バーフースは本格的な攻囲に賛成し、8月15日の書簡で「さらに多くの歩兵、砲兵、弾薬、攻城兵器、粗朶、資金と農民数千名」を要求している。

### シューニンク中将との争い

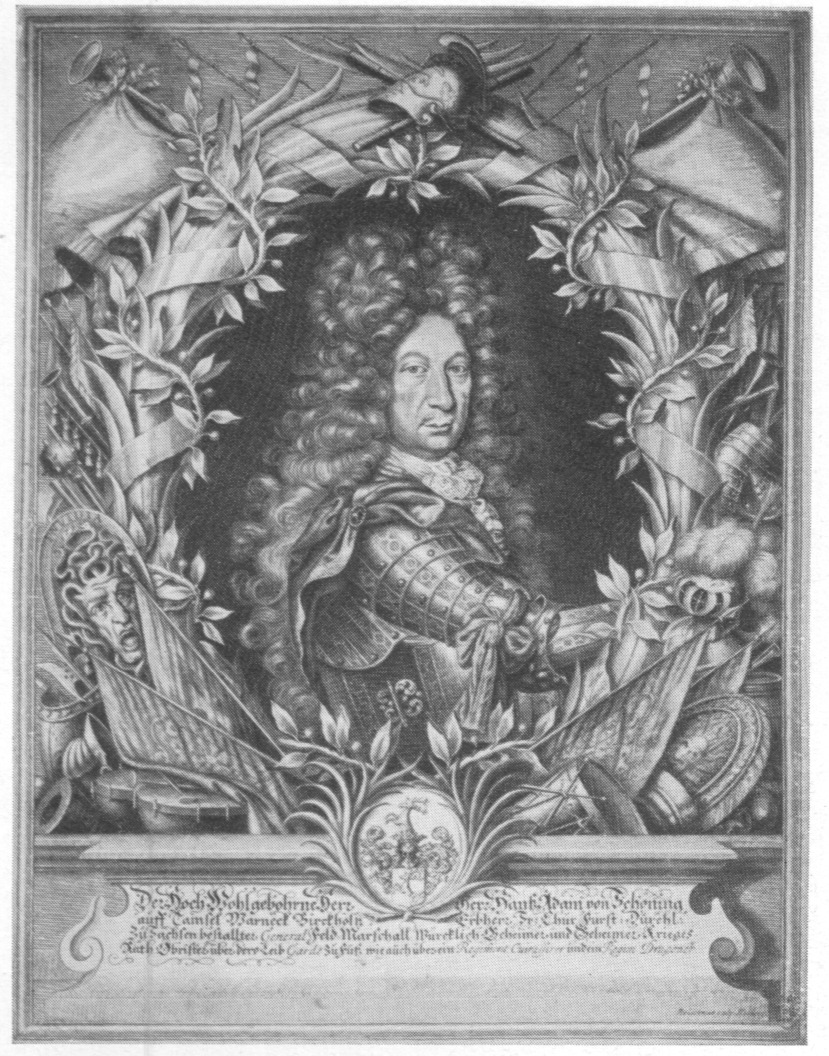
ハンス・アーダム・フォン・シューニンク。クリスティアン・フライシュマンによる銅版画。(1690年頃)

8月24日、フランス元帥ユミエール公ルイ・デュ・クルヴァンが、連合軍による攻囲を破るべくマインツへ軍団を派遣したという報告が届く。バーフースは6,000名を率いてロレーヌ公シャルル5世指揮下の攻囲軍に増援を送るよう命令を受けた。その部隊は出発し、バーフースも8月30日には後を追おうとしたが、彼より年下でありながら上官であったシューニンク中将との間に争いが発生する。高慢で強欲と言われるシューニンク中将は、しばしば厳しさと軽視をもって部下に接していた。この一件について、バーフースは書面で意見を表明し、次のように書いている。選帝侯から命令を受け、シューニンクの許に赴いて離任を告げたバーフースが
それから宮中顧問官、ダンケルマンが来た。バーフースは彼に別れを告げ、自身の部隊へと向かうべく、すぐに二人の許を離れた。彼が自分の馬に跨る前、シューニンク中将が来て彼を傍に呼び寄せた。
周囲の者は二人をようやくのことで引き離す。選帝侯は両名を一時的に逮捕し、指揮権を剥奪した。そしてこの一事を非常に重く見て、宮中顧問官のエツェヒエル・フォン・シュパンハイムやオットー・フォン・シュヴェリーンその他の者に専門的な意見を求めた。その結果、シューニンクは選帝侯の下における勤務から免職される。
ボンの攻囲はこのような突発事件にも拘わらず続けられ、10月2日にはその要塞が占領された。続いてバーフースは、ノイスで冬営に入る。1690年、老齢のデアフリンガー元帥とバーフースは、連合軍と共にディナンを攻囲するブランデンブルク軍の上級指揮権を託された。間もなくデアフリンガーは病気により、軍を去らなければならなかったため、その指揮権はバーフースが単独で担うようになる。そしてニーダーライン地方に進み、フルーリュスの戦いの後、ブラバントへ向かう。続いてブランデンブルク軍の各連隊はマース川の東側に移され、バーフースはベルリンに赴いた。

### スランカメンの戦い
1691年、バーフースはブランデンブルクの1個軍団を率い、トルコ軍と戦う皇帝レオポルト1世の救援に向かうよう命令を受ける。歩兵4,809名と騎兵1,444名が4月中旬以降、クロッセンに集合し、同月23日には選帝侯に視察された。それから軍団はシュレーズィエンとモラヴィアを通り、ハンガリーへ進軍を始める。モラヴィア＝ハンガリー間の国境にあるゲーディンクで軍団は皇帝に親閲された。6月9日、バーフースはバーデン＝バーデン辺境伯ルートヴィヒ・ヴィルヘルム率いる神聖ローマ帝国軍と合流するべく、ノイホイゼルとグラーンを経由して進軍を開始した。この軍団は7月20日、エッセクを発ってペーターヴァルダインへ向かい、8月18日に到着する。
トルコ軍はスランカメンでドナウ川沿いの高地に防備を固めた陣を敷き、そこに大宰相キョプリュリュ・ムスタファ・パシャがイェニチェリ50,000名その他の歩兵を率いて籠っていた。大砲200門も地の利を生かした陣地を固める。平野にはイブラヒム・パシャとハンガリー人のケーシュマールク伯テケリ・イムレ率いるトルコ騎兵、同じく50,000名が展開していた。神聖ローマ帝国軍は歩兵55個大隊と大砲90門を伴う騎兵134個中隊から構成されており、兵力はおよそ45,000名であった。右翼はスーシェ伯カール砲兵大将率いる20個大隊の歩兵集団が形成した。左翼は平野でトルコ騎兵と対峙し、デューネヴァルト伯ヨハン・ハインリヒ元帥率いる騎兵85個中隊と歩兵16個大隊から構成されていた。中央の歩兵17個大隊と騎兵31個中隊はバーフースが指揮した。

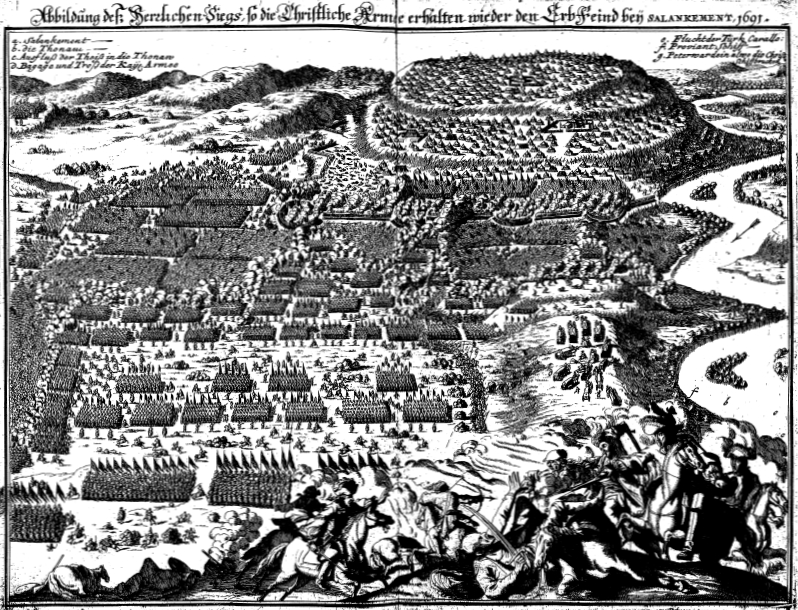
スランカメンの戦い。作者不詳の銅版画（1702年制作）。

8月19日、神聖ローマ帝国軍は右翼から攻撃をしかけた。そして突撃時の歩度でトルコ軍の陣地に到達すると、皇帝の戦旗を掲げる。そこでスーシェ伯爵大将は凶弾に倒れ、イェニチェリは歩兵部隊を退却に追い込んだ。ホルシュタイン公ゲオルク・クリスティアン率いる胸甲騎兵の分遣隊が大きな損害を被りつつもイェニチェリを陣地に押し戻したものの、再び撃退される。グイード・フォン・シュターレンベルク少将は三回目の攻撃を指揮したが、胸に矢を受けた。この攻撃も成功せず指揮官の誰もが戦死、もしくは負傷していた。左翼への攻撃はとうに下命されていたが、それも藪や背の高い草に阻まれる。トルコ騎兵の突撃を、皇帝軍は阻止することができなかった。その戦列は突破され、トルコ軍の勝利は目前に迫る。そこへバーフースは中央部の兵とともに迂回し、右翼の友軍が結集し、ブランデンブルク軍とともに逆襲に移る時間を稼ぐべく、トルコ軍を側面から攻撃した。バーデン＝バーデン辺境伯ルートヴィヒは左翼にあって自ら采配を振る。そして歩兵を残し、騎兵を率いて数に勝る敵軍の騎兵を右側面から攻めたのである。胸甲騎兵6,000名から構成される予備部隊は、陣地へと突撃した。バーフースは左翼の成功を見ると、右翼の残存兵力を従え中央集団とともにトルコ軍の陣営に急進した。イェニチェリは夜まで防戦を続けたが、もはや敗勢を押し止めることはできなかった。翌朝、彼らの内20,000名が戦場に横たわることになる。皇帝軍のこの勝利によってトランシルヴァニアはハプスブルク領となり、オーストリアはヨーロッパの大国となる道を開く。しかし、この勝利は高くついた。損害は7,300名に及び、その内1,000名はブランデンブルク兵だったのである。辺境伯ルートヴィヒは選帝侯フリードリヒ3世に、次のように書き送っている。
辺境伯は、皇帝への書簡で下記のように書いている。
皇帝レオポルト1世は、すでに当時からバーフース中将を帝国伯に叙すつもりであった。しかし、彼は妻との間に子供がいなかったため、その栄誉を辞退する。選帝侯フリードリヒ3世は、功績を認めて彼を歩兵大将に昇進させ、バーフース家の一族に封土に関する誤りを全て赦免し、全部の家領を改めて授与する恩赦状を与えた。
この戦いの後、バーフースはブランデンブルク軍を指揮し、皇帝軍5個大隊を率いるシュターレンベルク伯グィードとともにグロースヴァルダイン要塞を包囲するべく進軍した。10月16日、そこは両名が直接指揮を執った突撃により占領される。続いて冬営を敷いた後、ブランデンブルク軍は1692年初頭に故郷へ帰還した。
同年、バーフースはフレミンク伯ハイノー・ハインリヒ元帥やフリードリヒ・フォン・ハイデン中将とともにライン川・ネーデルラント方面のブランデンブルク軍の指揮官となっていた。またこの時期、しばしばイングランド国王ウィリアム3世の本営に滞在している。ウィリアム3世とバイエルン選帝侯マクシミリアン2世エマヌエルは、リュクサンブール公率いるフランス軍が占領していたナミュールの攻囲を指揮していたのである。バーフースは参謀本部とともに、クサンテンで冬営に入った。その後の二年間を彼がどのように過ごしたのかは、伝わっていない。ただ、大きな影響力を持っていたデンホフ家のエレオノーレとの結婚が文献に記録されている。しかし、それ以降の戦役に参加することはなかった。1693年から1702年までは、近衛連隊の連隊長を務めている。

## 政治家としての経歴

### 宰相
1695年6月15日、バーフースは副元帥に就任し、ベルリンから東プロイセン、クライス・プロイスィシュ・ホラントにある、かつてはデアフリンガー元帥が所有していたクヴィッタイネンの所領の購入に努める。同元帥の没後、彼はその子孫と購入契約を取り交わし、ケーニヒスベルクのプロイセン政府の上級裁判所に市民権を申請した。選帝侯フリードリヒ3世がこの権利を彼に授けたのは、同年12月16日のことである。
1696年6月、ポーランド国王ヤン3世ソビェスキが薨去した後、バーフースは国境を保全するべく自身の連隊とともにプロイセンに配置された。6月11日、選帝侯は彼を元帥に任じる。以後、代表としての職務が増えるようになった。例えば1697年、彼は選帝侯が義兄のクールラント公に会うべくケーニヒスベルクへ向かった時、随伴している。5月にロシアの使節をケーニヒスベルクに迎えた際、バーフース元帥は主君の座の右側で辺境伯アルブレヒトの後ろに立った。

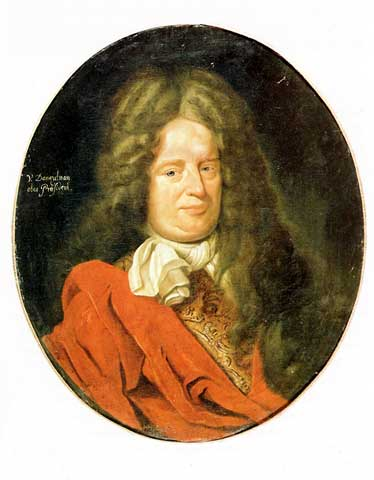
エーバーハルト・フォン・ダンケルマン。ダーヴィット・リヒター作。(1690年頃)

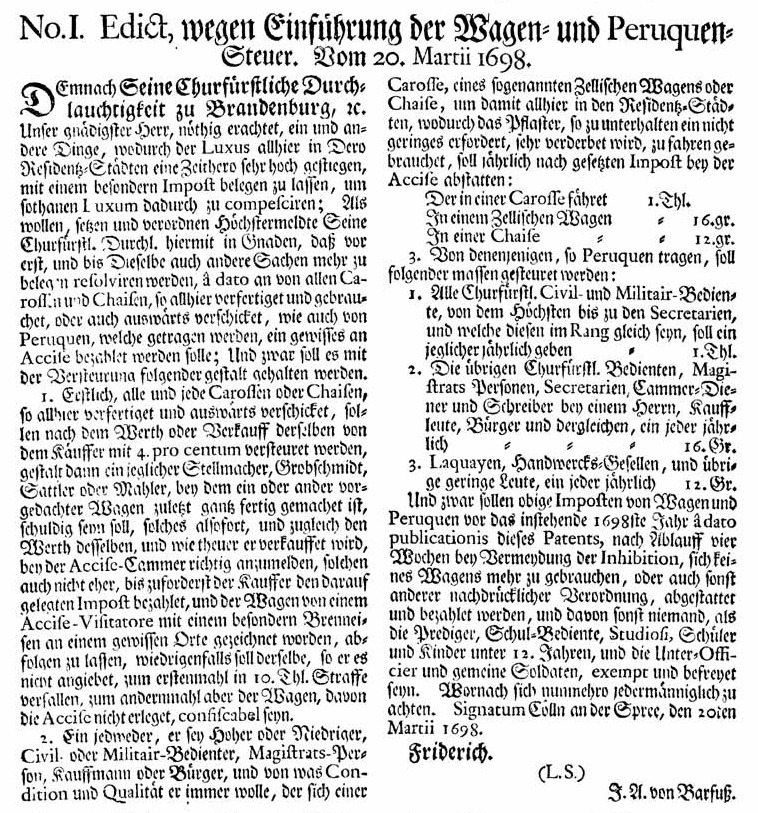
『鬘税及び荷車税の導入に関する布告』の原文。

スペインはブランデンブルクに対し、400,000ターラーを超える債務を抱えていたので、マース川沿いのリンブルフ公領が担保として譲渡され、ブランデンブルク軍によって占領されていた。同様にネーデルラントもスペインに対し、膨大な債権を保有していたので、この担保を手中に収めようと尽力していた。プロイセンの宰相ダンケルマン男爵はネーデルラントから賄賂を受け取ったとされ、リンブルフ公領からブランデンブルク軍を撤収させる。ネーデルラント軍は、同地をすぐに占領した。以後、ブランデンブルクに債権の保証を確保する機会が巡って来ることはなかったのである。バーフース、コルベ・フォン・ヴァルテンベルク伯ヨハン・カーズィミアとドーナ＝シュローディエン城伯クリストフ1世は、これを受けてダンケルマンを失脚させるべく行動を開始する。ダンケルマンは1697年11月、罷免された。選帝侯からの解雇状は、バーフースが彼に届けた物であった。ダンケルマンはシュパンダウ要塞、次いでパイツ要塞に収監され、所領と財産の大部分を没収される。数か月後、ダンケルマンに対する犯罪捜査が開始されると、バーフースはその任を負う委員会の先頭に立った。バーフースに個人的な動機があった可能性は否定できない。とりわけダンケルマンは、弟のダニエル・ルドルフを1691年、軍事委員長に任命していたからである。また、軍務からの追放もバーフースは宰相に通達した。
バーフースはダンケルマンの失脚後、一時的に宰相の職務を遂行したものの、「長官」（Oberpräsident）の称号を帯びることはなかった。決してフランスに友好的ではなかった彼は、最初の公務の一環としてフランスの流行に対抗するべく鬘税を導入している。他には軍縮を通じて、憂慮すべき財政状況の改善を試みた。しかし、間もなく彼の権限は軍事に制限される。1699年12月2日には、軍事に関して主君が発行した全ての文書にはバーフースが、財政についてはコルベ・フォン・ヴァルテンベルク伯が、そして国事、法務、授封や恩赦については宮中顧問官パウル・フォン・フックスが連署するよう命じる布告が選帝侯から発せられた。そしてフックスは徐々に追いやられて行き、遂にコルベ・フォン・ヴァルテンベルク伯がダンケルマンの後継者となったのである。
これに先立つ1698年、バーフースは選帝侯からエルビンクとその周辺の占領を命じられた。先代の選帝侯、フリードリヒ・ヴィルヘルムは1655年、ポーランド国王ヤン2世にスウェーデンと戦うための援助金を提供しており、その担保としてエルビンクの町とその周辺地域を受け取っていたのである。同年、この重要な交易都市を占領するべくヴィルヘルム・フォン・ブラント中将率いる数個連隊がプロイセンに集結した。ブラント中将が取り得る軍事的手段を示すと、市長は平和的に町を譲渡する。その年の内に、バーフースはベルリン総督、軍務長官（Oberkriegspräsident）、近衛歩兵連隊司令、そしてかつてフレミンク元帥が率いていた胸甲騎兵連隊の連隊長に就任している。また9月にはシュパンダウ要塞の司令官職を侍従長、ヴィリヒ・ウント・ロットゥム伯フィリップ・カールに引き継ぎ、9月29日にはクライス・ルピーンとベリンの長官に任ぜられた。
1699年、選帝侯は宰相ダンケルマンの罷免によって損なわれた友好関係を修復するべく、ドーナ＝シュローディエン城伯クリストフ1世をイングランド国王ウィリアム3世の許へ派遣した。ウィリアム3世は対仏戦争で知り合ったバーフース元帥や、クリストフ1世の兄であるアレクサンダー・ツー・ドーナならともかく、当時の侍従長であったコルベ・フォン・ヴァルテンベルク伯を信用するつもりは全くない旨を表明している。

### 帝国伯、黒鷲勲章の受章者として
バーフースは1699年、皇帝レオポルト1世によって帝国伯に叙せられた。この陞爵を1691年に辞退していた彼も、今度は喜んで拝受する。なぜなら、それまでにデンホフ伯女エレオノーレと結婚し、二人の子供を授かっていたからである。伯位の証書に署名が行われたのは、1699年9月10日のことであった。

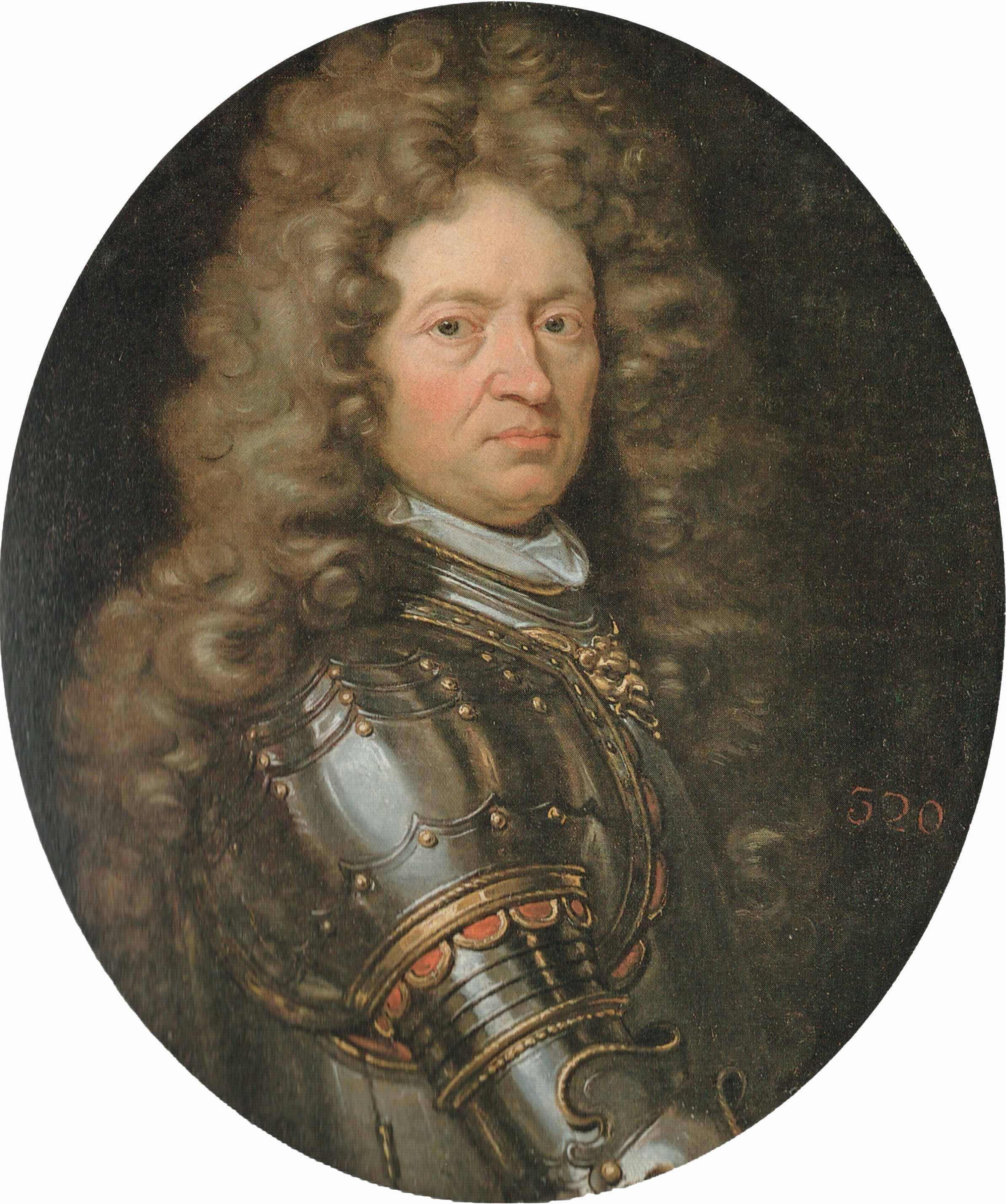
コルベ・フォン・ヴァルテンベルク伯カーズィミア

1699年10月29日、帝国伯の身分は選帝侯の布告によって承認された。フリードリヒ3世は1699年の秋、バーフース元帥と侍従長コルベ・フォン・ヴァルテンベルク伯を伴い、ノイマルクとポンメルンを訪れた。選帝侯はキュストリンとシュタルガルトに入城する際、祝典を開いている。シュタルガルトでは、元帥が連隊長を務める胸甲騎兵連隊が隊列の先頭に立った。またバーフースは同年、ラントクライス・オーバーアルニムの父祖の所領を兄弟に譲った後、ブランデンブルク辺境伯領、ベースコウ一帯の農場を購入している。1699年7月、オッペン家のフリードリヒ・ヴィルヘルム（1664年-1709年）からコッセンブラットとヴェルダーの村を32,000ターラー及び100ドゥカートの権利金と引き換えに買い取った。フリードリヒ・ヴィルヘルムの祖母、カタリーナは彼の親戚だったのである。1700年には所領を整理するべく、パンヴィッツ家のハンスとアーダムからブリーシュトの騎士領を、1702年にはカスパー・フォン・オッペン（1683年6月10日出生）からメルキシェ・ハイデの、「シュプラウハイデ」と養羊場を伴う世襲封土であるヴィーゼとプラットコウを購入した。
選帝侯は独立したプロイセン公国のために王位を購うという計画に、すでに長期間にわたって取り組んでいた。宰相のダンケルマンは常に反対しており、選帝侯の不興を買う。皇帝レオポルト1世はスランカメンの勝利によってすでに好意的になっていた上、自身の聴罪司祭も買収されていた。最終的に1700年11月6日、正式な条約が締結される。選帝侯フリードリヒ3世は12月17日、ベルリンを出発して国王としての戴冠式を挙行するためケーニヒスベルクへ向かった。バーフースは軍の代表者としてフリードリヒに随伴した。1701年1月17日、プロイセンにおける最高の勲章として黒鷲勲章が制定されると、同日中にもバーフースはこれを授かっている。

### コッセンブラットへの隠棲

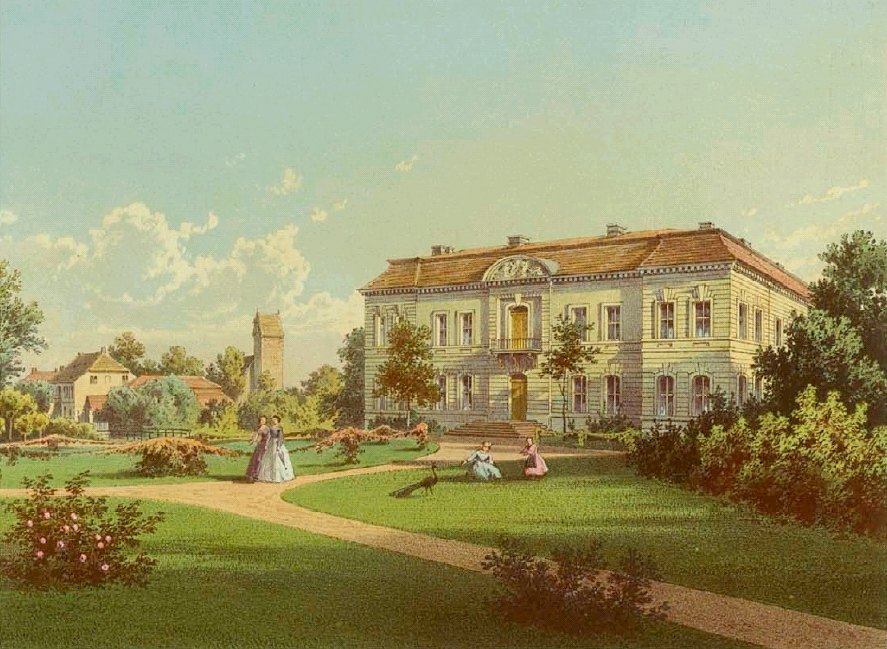
コッセンブラット城。テオドーア・アルベルトの石版画（1870年制作）。

ダンケルマンの失脚後、権力の座に就いた宰相コルベ・フォン・ヴァルテンベルク伯は前任者よりさらに不当な行為を働いていると噂され、そこに彼の妻も少なからず関わった蓄財も加わった。敢えて彼に立ち向かったのは、バーフースのみであった。彼には王妃ゾフィー・シャルロッテ、ドーナ伯クリストフ及びアレクサンダー、軍事委員長オットー・マグヌス・フォン・デンホフ、侍従長ヴィリヒ・ウント・ロットゥム伯、侍従ルートヴィヒ・フォン・デア・ヴェンゼといった有力な一党が味方についていたものの、コルベ・フォン・ヴァルテンベルク伯に対する陰謀は不成功に終わる。バーフースは1702年8月18日にやむなくベルリンを去り、以後はシュプレー川の中州で始まった城館の建設に取り組む。。その場所は、頑丈な杭を何本も沼地に打ち込まなければいけなかったように、あまり好適ではなかったので、城が完成したのは1712年になってからのことであった。元帥は1704年12月27日、すでに亡くなっており、教会に造られた代々の墓所に埋葬されていた。追悼の説教は国王の宮廷説教師、ダニエル・エルンスト・ヤブロンスキーが執り行っている。

## 風貌と性格
ハンス・アルブレヒト・フォン・バーフースは大きく力強い体躯の持ち主であり、身長は6フィート（もし「フィート」がプロイセンで通用していた単位、「フース」（Fuß）を指すのであれば約190cmである）を超えており、辛い軍務で鍛え上げられていた。彼については、下記のように描写されている。
カール・ヒンリヒスは彼について「堂々として粗野な、軍人らしく頑固な人物であり、トルコ戦争の従軍経験の輝きを帯びていた。」と記述している。一方、クルト・フォン・プリースドルフは彼を「模範的で勇敢な性格であり、兵からは愛され、喜んで従われた。バーフースは、戦時も平時も実績を示した将軍であった。」とした。同様にベルンハルト・エルトマンスデルファーも「17世紀の流派が生んだプロイセン軍古参の将軍の中でも、バーフースが最も有能な者の一人であることには議論の余地がない。個人的な勇気や勤務態度と並んで、とりわけ戦機や敵の誤りを迅速に把握し、巧みに利用する能力が称賛を呼んでいるのである。」と記述している。テオドーア・フォンターネに拠れば「勇敢で軍人らしく、いかにもドイツ人的、反フランス的、（中略）貪欲だが賄賂は取らず、独善的だが不正ではなく、陰謀に巻き込まれはしたが本来、策謀を好まない。」人物であった。
彼の絵は4枚が伝わっている。
1. フランクフルトで1702年に発行されたマテウス・メーリアンの遺作、『テアートルム・エウロペーウム（英語版）』第14巻所収の、作者不詳の銅版画。これは線を引いた四角形に囲まれ、網掛けされた楕円形を背景に、鎧を身に着けた胸像として描かれている。枠の下部には紋章があしらわれている。16×12cmの銅版画に描かれたラテン語の文面は「JOHAN[ne]S ALBERTUS A BARFUS DOMINUS IN QUITTENEN. SERENISS[i]MI ELECTORIS BRANDENBURG[urgi]CI CONSILIARIUS BELLI INTIMUS ET CAMPI MERECHALLUS GENERALIS.（クヴィッタイネンの領主ヨハン・アルブレヒト・フォン・バーフース。ブランデンブルク選帝侯閣下の腹心の軍務長官にして元帥である。）」と書かれている[29][30]。
2. 1702年頃、キャンバスに描かれた作者不詳の油彩の肖像画。バーフースは黒鷲勲章のサッシュと星章を帯び、1702年中頃に辞したクールマルク近衛連隊の制服を身に着けた姿で描かれている[31]。42×32cmの絵画は現在、シュパンダウ要塞に保管されている。
3. プロイセン国王フリードリヒ・ヴィルヘルム1世が描いた等身大の油彩画。
4. オットー・メンゲルベルク（ドイツ語版）が描いた等身大の油彩画。

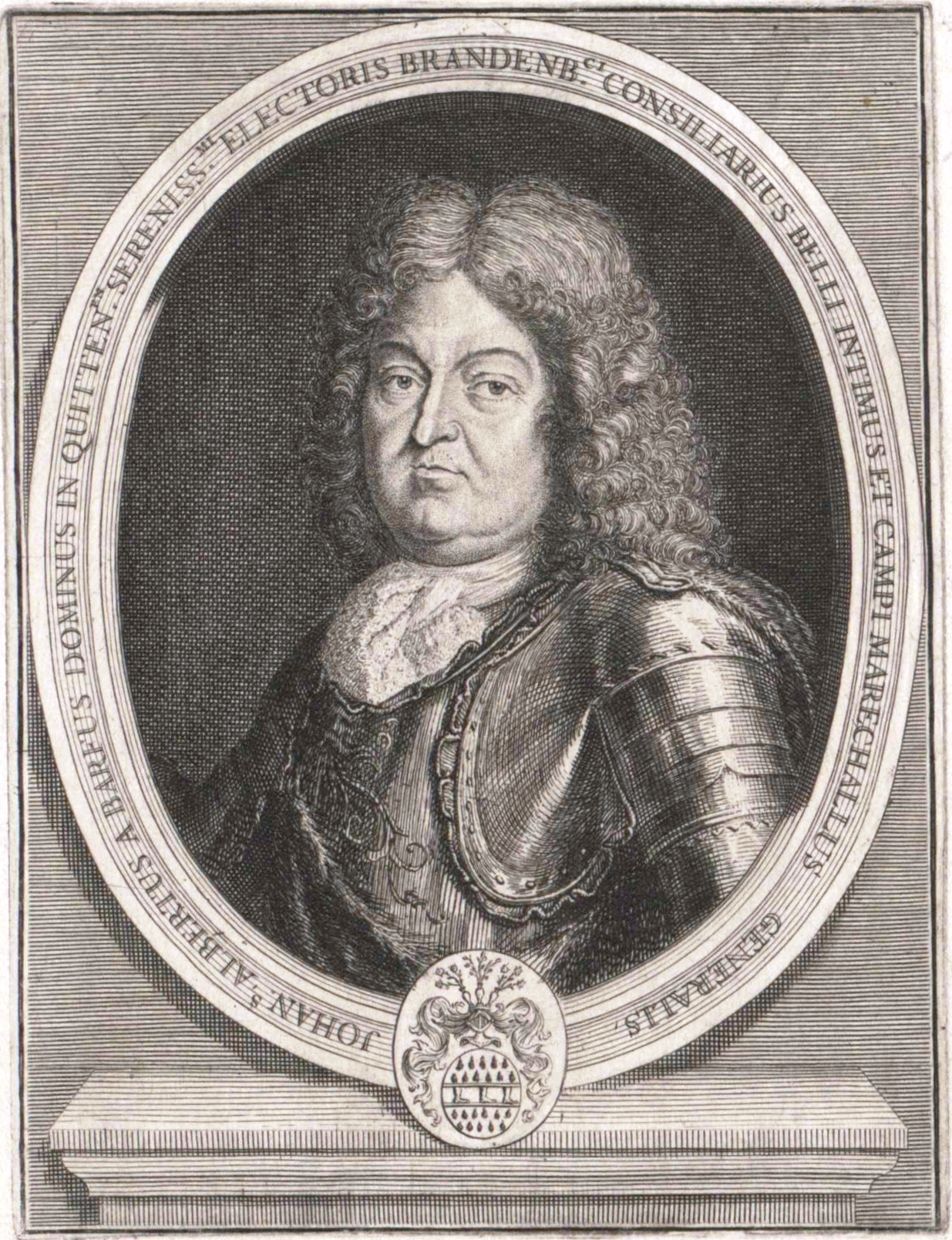
1. 作者不詳の銅版画。 (1702年)
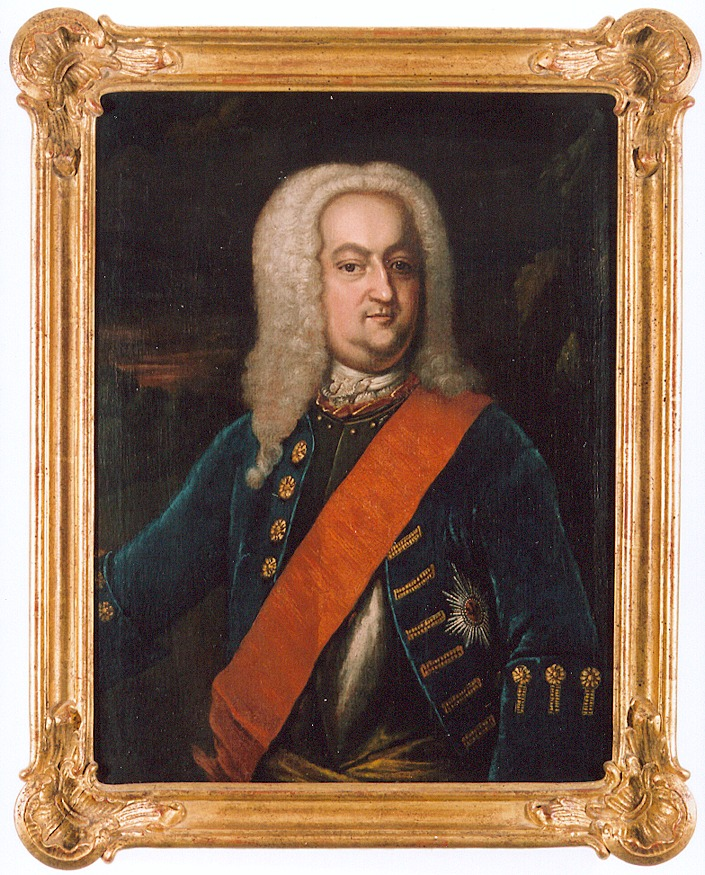
2. 作者不詳の油彩画。 (1702年頃)
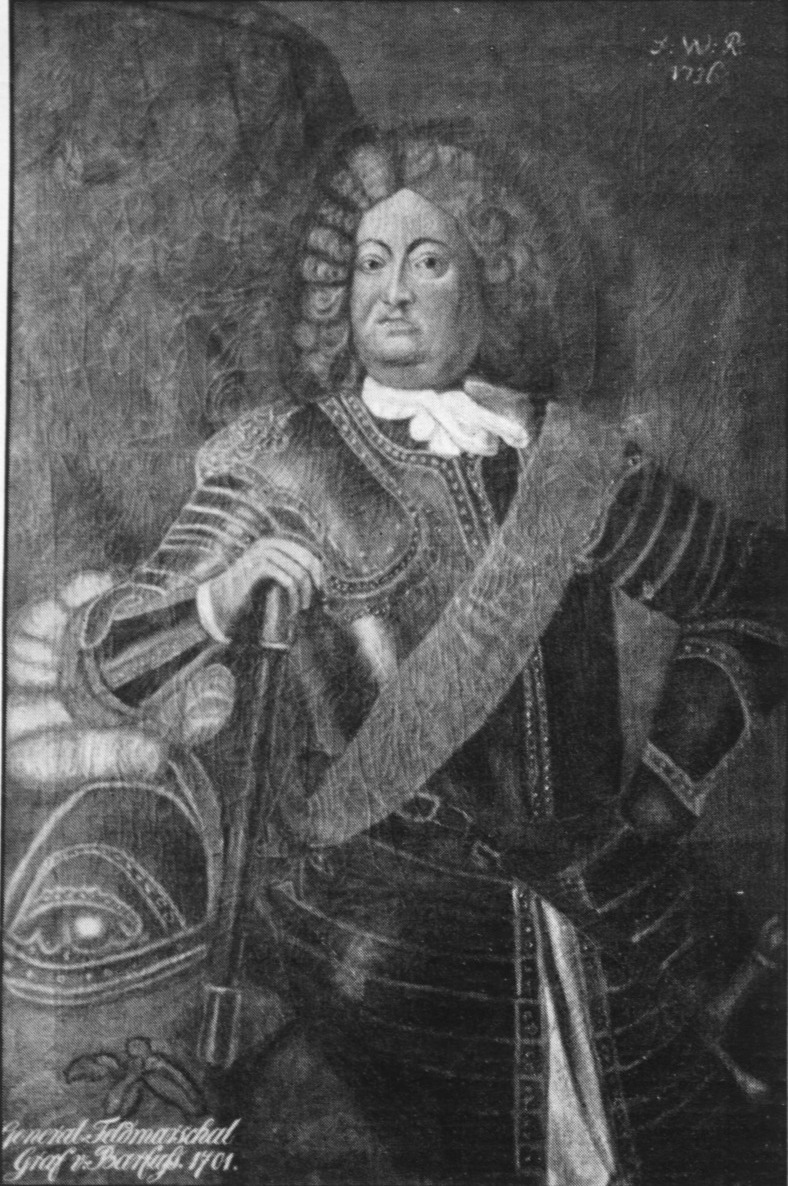
3. プロイセン国王フリードリヒ・ヴィルヘルム1世が描いた油彩画。 (1736年)

## 子孫
1667年7月6日、バーフースはシュラーブレンドルフ家のエリーザベート（1647年3月1日-1691年9月30日）と結婚したが、子供に恵まれなかった。彼女の没後、バーフースはブランデンブルク・アン・デア・ハーフェルの聖堂に大理石で造られた豪華な石碑を捧げた。その碑文は自ら起草したものである。1693年、バーフースはデンホフ家出身のエレオノーレ（1669年5月23日-1726年、侍従長フリードリヒ・フォン・デンホフの娘。）と再婚し、三名の息子を儲けている。長男のフリードリヒ・オットーは1694年に生まれ、父と同じく軍人となった。1707年にはブランデンブルク騎士学校に学び、若い頃から軍務に身を捧げている。1715年にはドーナ伯クリストフの副官となり、シュトラールズント攻囲戦に参加した。1716年にはハンガリーで対トルコ戦役に加わり、胸甲騎兵連隊の少佐としてベオグラードの攻囲戦で重傷を負い、それが元になって1717年9月3日、ウィーンで没した。二人目の息子、カール・フリードリヒも1707年にはブランデンブルク騎士学校の生徒になっていたが、士官に任官した後、若くして没した。
1700年に生まれたルートヴィヒの教育は、近親者が財産の相続を狙っていたため、意図的に疎かなものとなった模様である。母の兄で、国王フリードリヒ・ヴィルヘルム1世に仕える少将であったアレクサンダー・フォン・デンホフは1736年、自らの主導でコッセンブラットの所領の国王への売却を押し進め、結果としてプロイセンにあるクヴィッタイネンの所領を私有地化し、甥のデンホフ伯オットー・フィリップに遺贈した。ルートヴィヒは兄弟と同様、子を残さずに没し、これによってバーフース伯爵家の系統は途絶えている。

## 追憶
1889年、ドイツ皇帝ヴィルヘルム2世は1813年に創設されていた連隊に「バーフース伯」の栄誉名を授けた。同連隊は第一次世界大戦後に解隊されるまで、この名を帯びている。
1894年には、ベルリン＝ヴェディンク区の「トルコ戦争辻」にある通りが彼の名を冠し、「バーフース通り」と呼ばれるようになった。また「シューニンクとバーフースのように憎み合う」という言葉が、この二人の士官の諍いを今に伝えている。デトレフ・フォン・リーリエンクローンの短編小説、『アンスパッハ＝バイロイト竜騎兵連隊の古参軍曹』（Der alte Wachtmeister vom Dragonerregiment Anspach-Bayreuth）では、「バーフース伯」が最後に少しだけ登場する。フォンターネの『イェニー・トライベル夫人』ではバーフースについて次のような話が語られる。
アルベルト・エーミール・ブラッハフォーゲルは1869年に歴史小説、『バーフース伯爵家』（Die Grafen Barfus）を著し、ハンス・アルブレヒト・フォン・バーフースとその家族の生涯を1689年から1740年まで描写している。彼はバーフースを勇敢、謙虚で模範的な軍人として描き、ヘラクレスのような風貌の忠実な愛国者としているものの、同時に邪悪で良心に欠け、飽くことを知らず、権力欲に駆られ、不機嫌、冷酷、高圧的、狡猾、貪欲で無慈悲な人物としても描いている。ブラッハフォーゲルはシューニンクとバーフースの争いも叙述しているが、前者を不幸な英雄、そして復讐に駆られたバーフースの犠牲者として描写した。ダンケルマンも、小説の中で彼に屈する他なかった。そして死の床でようやく、バーフースは彼の息子たちを仇の子供たちと和解させることができたのであった。

## 文献
- フランツ・ヴィルヘルム・フォン・バーフース＝ファルケンベルク（ドイツ語版）:H. A. Graf von Barfus Königl. Preuß. General-Feldmarschall. Ein Beitrag zur Geschichte unter den Kurfürsten Friedrich Wilhelm und Friedrich III. von Brandenburg, insbesondere der Feldzüge gegen die Türken 1683, 1686, 1691, Hertz, Berlin 1854.
- クルト・フォン・プリースドルフ（英語版）: Soldatisches Führertum. Hanseatische Verlagsanstalt, Hamburg 1937, Band 1, p.35 f.
- ベルンハルト・エルトマンスデルファー（英語版）:ドイツ一般人名事典（英語版）, Barfus, Johann Albrecht Graf von, Band 2, Duncker & Humblot, Leipzig 1875, p. 60–65.
- ハンス・ベレー（ドイツ語版）:新ドイツ人名辞典（英語版）, Barfus, Johann Albrecht Graf von, Band 1, Duncker & Humblot, Berlin 1953, ISBN 3-428-00182-6, p. 588 f. (デジタル版 (ドイツ語))